# エアフロメーター
エアフロメーター(英: air flow meter)はエンジンを電子制御する際の入力情報としてエンジンへの空気吸入量を計測する装置である。エアフロセンサーとも呼ばれ、省略してエアフロと呼ばれる場合もある。英語圏ではマスフローセンサー(英: Mass flow sensor, MAF)と呼ばれる場合がある。

## 概要
エアフロメーターは、吸気管を通過した吸入空気の量を検出してエンジンコントロールユニット(ECU)に電気信号として送る部品である。吸入空気の量はスロットルバルブの開度によって変化し、ECUは吸入量に基づいて燃料噴射量を決定する。吸入空気量測定にエアフロメーターを採用している燃料噴射装置を特にLジェトロニックと呼ぶ。
フラップ(英: flap)式や熱線式、カルマン渦式といった方式が一般自動車用として普及している。Lジェトロニックが普及した当初はフラップ式が多く採用されたが、フラップの空気抵抗が大きいことから次第にホットワイヤー式が多く普及するようになり、圧力センサーが改良されて信頼性が高くなるとエアフローメーターを用いないDジェトロニックが一般化した。
フラップ式
メジャリングプレート(英: measuring plate)式とも呼ばれ、揺動軸で支持された板状の部材（フラップ）がバネの力を受けて吸気管を塞ぐように配置された構造である。通過する空気の動圧によって押し開かれ、空気の量が多いほど大きく開くことを利用して、フラップの角度をポテンショメーターで検出して空気の量を計測する。多くの場合、フラップは揺動軸付近で直角に屈折した板状で、平面部の一方が吸気管を塞ぐように配置され、もう一方はダンパー室と呼ばれる空洞に収まるようになっている。吸入空気の速度が速い場合でも、ダンパー室がフラップの脈動を押さえることで、安定した空気量計測を可能としている。
熱線式
ホットワイヤー(英: hot wire)式とも呼ばれ、吸気管に白金製の細い熱線を配置した構造を持つ。電圧を加えて加熱した白金熱線を空気が通過すると、熱を奪って抵抗が変化することを利用して、熱線を通る電流量を検出して通過する空気の量を計測する。流速が速いほど多くの熱が奪われ、抵抗が低くなり電流量が増える。同時に、熱線の手前に温度センサーが設けられており、吸入管内の空気温度を測定することでより正確な空気量測定を行う。フラップ式に比べて空気抵抗がほとんど無いが、白金熱線の抵抗は汚損の影響を受けやすい欠点がある。熱線の前後には汚損防止用のスクリーンが設けられていることが多いが、ブローバイが過大に発生した場合や湿式エアクリーナーにフィルターオイルを過剰に塗布した場合など、センサーが汚れて不具合を起こすことがある。現在では日産自動車のEGI (英: Electronic Gasoline Injection)で多く用いられている。
カルマン渦式
吸気管内にカルマン渦を発生させる渦発生柱が設けられ、超音波発信器と超音波センサーが組み込まれた構造である。柱を通過した空気にはカルマン渦が発生し、流速が速いほどその数が増える。カルマン渦の発生した空気の流れに超音波を当てると渦の数に応じて超音波の波形が変化することを利用して、変化した超音波の波形を検出してパルス変換することで吸入空気量を測定する。エアフロメーターの入口にはハニカム構造の整流板が設けられ、渦発生柱の流れを安定化させている。熱線式に比べて計測に高度な技術が必要でコストが高いが、空気抵抗が少なく吸入空気量をより正確に計測できる。三菱自動車工業のECIやECI-MULTI(英: Electronic Controlled Injection-Multi)に多用された。